# Conde (Paraíba)
Pour les articles homonymes, voir Conde.
Conde est une ville brésilienne du littoral de l'État de la Paraíba. Sa population était estimée à 19 925 habitants en 2007. La municipalité s'étend sur 173 km2.
Elle fait partie de la région métropolitaine de João Pessoa.